# Division I 1978-1979 (pallacanestro maschile)
La Division I 1978-1979 è stata la 47ª edizione del massimo campionato belga di pallacanestro maschile. La vittoria finale è stata appannaggio del Royal Fresh Air Molenbeek.

## Risultati

### Stagione regolare
|     | Squadra                   | G  | V  | P  | PF | PS | Pt. | Qualificazione          |
| --- | ------------------------- | -- | -- | -- | -- | -- | --- | ----------------------- |
| 1.  | Royal Fresh Air Molenbeek | 26 | 23 | 3  |    |    | 46  |                         |
| 2.  | Standard Liegi            | 26 | 19 | 7  |    |    | 38  |                         |
| 3.  | Avanti Brugge             | 26 | 17 | 9  |    |    | 34  |                         |
| 4.  | CEP Fleurus               | 26 | 15 | 11 |    |    | 30  |                         |
| 5.  | Ostenda                   | 26 | 15 | 11 |    |    | 30  |                         |
| 6.  | Gent                      | 26 | 14 | 12 |    |    | 28  |                         |
| 7.  | SFX Verviers              | 26 | 14 | 12 |    |    | 28  |                         |
| 8.  | Kortrijk                  | 26 | 13 | 13 |    |    | 26  |                         |
| 9.  | Eveil Monceau             | 26 | 12 | 14 |    |    | 24  |                         |
| 10. | Sint-Truiden              | 26 | 11 | 15 |    |    | 22  |                         |
| 11. | Racing Mechelen           | 26 | 10 | 16 |    |    | 20  |                         |
| 12. | Okapi Aalstar             | 26 | 9  | 17 |    |    | 18  | spareggio retrocessione |
| 13. | Andenne                   | 26 | 9  | 17 |    |    | 18  | spareggio retrocessione |
| 14. | Athlon Ieper              | 26 | 1  | 25 |    |    | 2   | retrocesso              |

### Spareggio retrocessione
| Squadra 1 | Risultato | Squadra 2     |
| --------- | --------- | ------------- |
| Andenne   | 74 - 87   | Okapi Aalstar |

| Division I 1978-1979                |
| ----------------------------------- |
| Royal Fresh Air Molenbeek 4º titolo |